# Alceo Dossena
Pour les articles homonymes, voir Dossena (homonymie).
Alceo Dossena (né à Crémone en 1878 et mort à Rome en 1937) est un sculpteur italien auteur de nombreuses œuvres en marbre ou terre cuite vendues comme antiquités entre 1918 et 1928.

## Biographie
Alceo Dossena vient d'une famille pauvre de Crémone (Lombardie). Il se passionne tôt pour l'art. À l'âge de 12 ans, il aurait imité un buste de Vénus pour le dissimiler sur un chantier. Lorsque celui-ci fût découvert et certifié par les autorités locales, Dossena révélait sa farce pour les ridiculiser.
En 1916, il est repéré par l'antiquaire Alberto Fasoli et son collègue Alfredo Pallesi qui voient une opportunité de commerce de faux avec les nombreux acheteurs aux États-Unis d'art classique italien.
La capacité d'Alceo Dossena à imiter le style des plus belles œuvres de l'art antique et de la Renaissance était remarquable. Il ne vendit pas volontairement ses œuvres comme des réalisations de maîtres et ne fabriqua pas de copies, mais ses revendeurs abusèrent nombre de collectionneurs et de musées grâce à la qualité de son travail et une conjoncture favorable du marché de l’art. Durant cette période suivant de peu la fin de la Première Guerre mondiale, de nombreuses grandes familles italiennes connaissaient des difficultés économiques et vendaient leur patrimoine artistique, justifiant ainsi l’apparition soudaine d’œuvres de maîtres jusque-là ignorées. Une Vierge à l’Enfant fut par exemple attribuée à Niccolò Pisano, une Athena fut acquise par le Musée d’Art de Cleveland et une déesse grecque par le Metropolitan Museum of Art de New York. Une de ses sculptures fut même attribuée à Simone Martini. En 1928 le musée des beaux-arts de Boston acheta pour presque 6 millions de lires au revendeur Romano Palazzi un tombeau de Mino da Fiesole.
En 1925, la riche collectionneuse Helen Clay Frick (1888-1984) fait mener une enquête sur deux de ses sculptures de Simone Martini qui sont en fait des fausses. L’historien de l’art du musée de Cleveland, Harold Woodbury Parsons, remonte le filon jusqu'à Alceo Dossena. Ce n'est pourtant qu'en 1928 que Dossena lance une bataille légale contre Fasoli et Pallesi, ayant réalisé ce qui se passait et s’étant vu refuser une aide financière par le revendeur alors qu’il ne touchait que quelque 200 $ par œuvre. Il gagna son procès et reçut une compensation de 66 000 $.
La révélation occasionnée par ce procès causa un choc dans le milieu des collectionneurs et vendeurs d’antiquités. Alceo Dossena tenta de faire valoir son talent personnel, mais une exposition organisée au Metropolitan Museum  of Art de New York n’eut pas le succès escompté. L’État italien vendit aux enchères 39 de ses œuvres en 1933.
Il mourut à Rome en 1937 dans un hospice.
En 2022, le Musée d'Art moderne et contemporain de Trente et Rovereto lui consacre une rétrospective, Le faux dans l’art. Alceo Dossena et la sculpture dans la Renaissance italienne.